# Piedra nera
La piedra nera o pietra nera è una micosi superficiale del pelo causata dal fungo Piedraia hortae.

## Morfologia
P. hortae è una muffa pigmentata di colore nero o marrone scuro caratterizzata dalla produzione di aschi e ascospore dalla forma allungata che contribuiscono a formare il nodulo che circonda ciascun pelo. Similmente alla piedra bianca, anche la piedra nera si manifesta sotto forma di piccoli noduli, stavolta neri o scuri, che circondano l'asse del pelo, in particolare quello dello scalpo. Non determina reazione immunitaria da parte dell'ospite ed è asintomatica. All'esame microscopico si possono distinguere le ife ramificate che circondano il pelo.

## Epidemiologia
La piedra nera è una patologia poco comune e diffusa nelle aree tropicali di Africa e America Meridionale. È correlata con scarsa igiene personale.

## Diagnosi
La diagnosi si effettua mediante esame microscopico di un pelo che rivela noduli piccoli e scuri che ne circondano l'asse formati da ife pigmentate e ramificate, è possibile distinguere anche grossi aschi (5-30 µm), ciascuno circa una decina di ascospore. È possibile coltivare P. hortae su terreni micologici, si tratta di una muffa vellutata a crescita lenta.

## Terapia
Una migliore igiene personale e la rasatura del pelo interessato sono metodi efficaci di prevenzione. Qualora sia necessario è possibile utilizzare creme a base di azoli o somministrazione di terbinafina.